# M2ガスマスク

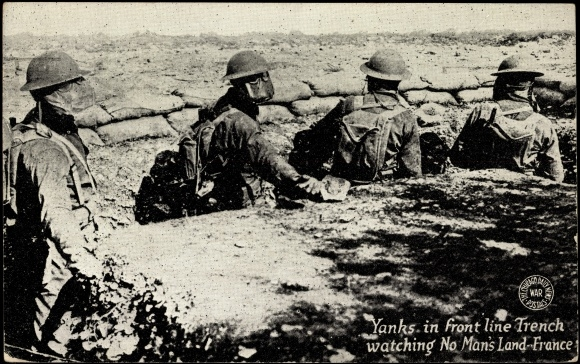
前線の塹壕にてM2ガスマスクを着用するアメリカ兵ら（1919年の絵葉書）

M2ガスマスク（M2 gas mask）は、フランスで開発されたガスマスクである。第一次世界大戦期、フランス軍のほか、イギリス軍、アメリカ軍にて採用された。大戦中には大量に調達され、製造数はおよそ29,300,000個にのぼる。化学兵器として当時最も一般的だったホスゲンガスが散布された際、着用者を少なくとも5時間防護するという想定のもとで設計されていた。

## 歴史
M2ガスマスクは、1915年にパリのルネ・ルイ・グラヴロー（René Louis Gravereaux）が開発したガスマスクを原型とする。1916年2月には600,000個が発注され、翌月にはイギリス軍も採用した。初期型はワンサイズのみで、金属製ケースに収める際にしばしば破損した。1916年4月に発表された改良型では、サイズが3種類用意され、破損を避けるためにレンズがセパレート型になった。1916年5月から11月までに、イギリス軍は改良型M2ガスマスクを6,200,000個支給し、1918年8月頃まで使用した。
1917年に参戦したアメリカ軍は、当初化学戦への備えが十分ではなかった。アメリカ陸軍はイギリス製スモールボックス呼吸器（Small Box Respirator）を標準的な防毒装備として支給したほか、M2ガスマスクはより長時間の防護が必要とされる場合に用いる装備と位置づけていた。そのため、訓練が不十分な兵士の中には、まずスモールボックス呼吸器を着用し、防護時間の不足に気づいてからM2ガスマスクに付け替えるものが多かった。この付け替えの際にガスに曝露して死傷した兵士も少なくない。

## 設計
大戦後期に設計されたガスマスクとは異なり、M2ガスマスクは別途取り付けるフィルターが存在せず、継ぎ目のない素材で顔面を完全に覆うことによって着用者の防護を実現していた。1917年、頭の周りに巻き付けて着用する追加のストラップが設計された。
1916年3月に発表された初期型は、視界を確保するために長方形のセロハングラスが取り付けられ、その前方には保護のためもう1枚のグラスが設けられていた。4月に発表された改良型では、破損防止および洗浄時の利便性のため、このグラスが左右に2分割されたセパレート型に改められた。2つのグラスは左右両目の位置に設けられた金属製リング（固定用のへこみが12箇所ある）によって保持された。

## 防護性能
M2ガスマスクは、化学兵器として当時最も一般的だったホスゲンガスが散布された際、着用者を少なくとも5時間防護することができた。しかし、これよりも長く着用していると、マスクの中が着用者の呼気でひどく蒸れ始めるため、取り外さなければならなかった。